# Colbusa postlutea
Colbusa postlutea är en fjärilsart som beskrevs av Embrik Strand 1917. Colbusa postlutea ingår i släktet Colbusa och familjen nattflyn. Inga underarter finns listade i Catalogue of Life.